# Chromosoom 11
Chromosoom 11 is een chromosoom in het menselijk lichaam dat ongeveer 134 miljoen basenparen DNA bevat. Het staat voor 4 tot 4,5 procent van het totale DNA in cellen.

## Ontwikkeling
Een mens erft zowel van zijn vader als zijn moeder één chromosoom 11, die samen een paar vormen. Naar wordt aangenomen anno 2008, bevat deze ongeveer 1500 genen per persoon. Meer dan tien procent daarvan zorgen voor de productie van proteïnes die het mogelijk maken verschillende geuren te herkennen.

## Beschreven genen
Een aantal genen op chromosoom 11 waarvan inmiddels werkingen in kaart zijn gebracht:
- ACAT1 (acetoacetyl coenzyme A thiolase), draagt onder meer bij aan energieproductie
- ALX4 (aristaless-like homeobox 4), van belang voor de ontwikkeling van onder meer de schedel en ledematen
- ATM (ataxia telangiectasia mutated), van belang voor de ontwikkeling en functie van onder meer het zenuwstelsel en immuunsysteem
- BEST1 (bestrophin 1), van belang voor de ontwikkeling en functie van het oog
- CDKN1C (cyclin-dependent kinase inhibitor 1C), regelt de groei, onderdrukt tumoren
- DHCR7 (7-dehydrocholesterol reductase), draagt bij aan de cholesterolproductie
- H19 (imprinted maternally expressed transcript), geeft instructies voor de aanmaak van RNA
- HBB (hemoglobin, beta), zorgt dat rode bloedcellen zuurstof kunnen vervoeren door het lichaam
- MMP20 (matrix metallopeptidase 20), van belang voor de ontwikkeling van tanden
- MYO7A (myosin VIIA), van belang in de omzetting van geluidsgolven in zenuwimpulsen in het oor
- TECTA (tectorin alpha), van belang in de omzetting van geluidsgolven in zenuwimpulsen in het oor
- TYR (tyrosinase (oculocutaneous albinism IA)), zorgt voor de aanmaak van melanine

## Te herleiden aandoeningen
De volgende aandoeningen zijn te herleiden tot een fout (een verkeerde structuur of aantal basenparen) op chromosoom 11:
- Syndroom van Beckwith-Wiedemann
- Syndroom van Jacobsen
- Syndroom van Russell-Silver
- Syndroom van Smith-Lemli-Opitz
- WAGR-syndroom, 11p13

1 ·
2 ·
3 ·
4 ·
5 ·
6 ·
7 ·
8 ·
9 ·
10 ·
11 ·
12 ·
13 ·
14 ·
15 ·
16 ·
17 ·
18 ·
19 ·
20 ·
21 ·
22 ·
X ·
Y